# جيسي بينتو
جيسي بينتو (بالإنجليزية: Jesse Pinto)‏ (1 مايو 1990 بداروين في أستراليا - ) هو لاعب كرة قدم أسترالي في مركز الوسط. شارك مع منتخب أستراليا تحت 17 سنة لكرة القدم ومنتخب تيمور الشرقية تحت 23 سنة لكرة القدم ومنتخب تيمور الشرقية لكرة القدم. أما مع النوادي، فقد لعب مع نادي ياداناربون ونيوكاسل يونايتد جتس وهيلينيك أفسي وNorth Sunshine Eagles FC ‏ وميترا كوكار ‏ وبانكستاون باريز ‏ ونادي بلاكتاون سيتي.

## وصلات خارجية
- جيسي بينتو على موقع قاعدة بيانات كرة القدم.إي يو (الإنجليزية)
- جيسي بينتو على موقع ناشيونال فوتبول تيمز (الإنجليزية)
- جيسي بينتو على موقع Soccerway.com (الإنجليزية)
- جيسي بينتو على موقع عالم كرة القدم.نت (الإنجليزية)